# Теракт в Болонье
Теракт в Болонье, массовое убийство в Болонье (итал. la strage di Bologna) — самый крупный террористический акт, совершённый в Италии. 2 августа 1980 года в результате взрыва бомбы на вокзале Болоньи погибли 85 человек, более 200 были ранены.

## История
В субботу 2 августа 1980 года в 10:25 сработала состоявшая из смеси тротила и гексогена бомба, спрятанная в сумке, оставленной в зале ожидания железнодорожного вокзала Stazione di Bologna Centrale в итальянском городе Болонье — столицы области Эмилия-Романья. Погибли 85 человек, более 200 человек были ранены.
Взрыв был слышен в радиусе многих километров; он разрушил бо́льшую часть вокзала и задел поезд Анкона — Кьяссо, стоявший на первом пути.
В тот летний день вокзал был полон уезжающих в отпуск и возвращающихся домой. Неподготовленный город отреагировал быстро. Не хватало машин скорой помощи, поэтому раненых перевозили в больницы также на автобусах и такси.
Похороны погибших прошли в главном соборе Болоньи — базилике Сан-Петронио — в присутствии президента Сандро Пертини.
В память об убийстве в ходе работ по перестройке вокзала были сохранены пролом от взрыва в стене и часть оригинального пола. Также не ремонтировались часы на левой стороне вокзальной площади — они всё ещё показывают время взрыва.
В Италии 2 августа отмечается как день памяти жертв всех массовых убийств.

## Расследование
Итальянское правительство, действующий премьер-министр и будущий президент Итальянской Республики Франческо Коссига, а также полиция первоначально выдвинули предположение, что произошедшее было несчастным случаем, но в дальнейшем внимание следствия обратилось на «Красные бригады» — террористическую группировку, убившую за 2 года до этого в Риме кандидата в президенты Италии, бывшего премьер-министра Италии Альдо Моро. Тело 61-летнего политика тогда обнаружили спустя 55 дней после похищения в салоне красного автомобиля «Рено» на римской улице Каэтани. Желание запутать расследование было видно с самого начала. После долгого, медленного процесса благодаря инициативе общества родственников жертв теракта неофашистские террористы Валерио Фиораванти и Франческа Мамбро, так и не признавшие своей вины, получили 23 ноября 1995 года пожизненное заключение. Личо Джелли (бывший член ложи «П-2»), Франческо Пацьенца (также бывший член ложи «П-2») и офицеры Службы военной информации и безопасности (итал. Servizio per le Informazioni e la Sicurezza Militare (SISMI)) Пьетро Музумечи и Джузеппе Бельмонте были осуждены за затягивание расследования. Заказчики теракта остались неизвестными общественности.
В конце 1990-х годов появились обоснованные сомнения в виновности осуждённых. Место, масштабы и метод теракта не характерны для П-2. Одна из новых версий — взрыв произошёл из-за халатного хранения взрывчатых веществ палестинскими террористами.
Одним из подозреваемых в организации теракта был судебно-медицинский эксперт Альдо Семерари, который также был известен как один из крупных деятелей итальянских неофашистов. Семерари был арестован сразу же после взрыва, а спустя год освобождён. В 1982 году его обезглавленное тело обнаружили в брошенной машине, и по обвинению в убийстве Семерари были задержаны преступники Пупетта Мареска и Умберто Амматуро. Вину Марески доказать не удалось, а изначально оправданный Амматуро, сбежавший в Перу и депортированный оттуда в 1993 году, позже сознался в убийстве.

### Список жертв с указанием возраста
| - Антонелла Чечи, 19 - Анджела Марино, 23 - Лео Лука Марино, 24 - Доменика Марино, 26 - Эррика Фриджерио, 57 - Вито Диомеде Фреза, 62 - Чезаре Франческо Диомеде Фреза, 14 - Анна Мария Бозио, 28 - Карло Маури, 32 - Лука Маури, 6 - Эккхардт Мадер, 14 - Марнрет Рорс, 39 - Каи Мадер, 8 - Сония Бурри, 7 - Патриция Мессинео, 18 - Сильвана Серравалли, 34 - Мануэла Галлон, 11 - Наталия Агостини, 40 - Марина Антонелла Тролезе, 16 - Анна Мария Сальваньини, 51 - Роберто Де Марки, 21 - Элизабетта Манеа, 60 - Элеонора Джерачи, 46 - Витторио Ваккаро, 24 - Велия Карли, 50 - Сальваторе Лауро, 57 - Паоло Дзекки, 23 - Вивиана Бугамелли, 23 - Катрин Хелен Митчелль, 22 | - Джон Андрью Кольпиньски, 22 - Анджела Фрезу, 3 - Мария Фрезу, 24 - Лоредана Молина, 44 - Анджелика Тарси, 72 - Катия Бертази, 34 - Мирелла Форназари, 36 - Эуридия Берджанти, 49 - Нилла Натали, 25 - Франка Далл’Олио, 20 - Рита Верде, 23 - Флавия Казадеи, 18 - Джузеппе Патруно, 18 - Росселла Марчедду, 19 - Давиде Каприоли, 20 - Вито Алес, 20 - Иуао Секигучи, 20 - Бригитте Дроухард, 21 - Роберто Прочелли, 21 - Мауро Альганон, 22 - Мария Анджела Марангон, 22 - Вердиана Бивона, 22 - Франсиско Гомес Мартинес, 23 - Мауро Ди Витторио, 24 - Серджо Сеччи, 24 - Роберто Гайола, 25 - Анджело Приоре, 26 - Онофрио Дзаппала, 27 | - Пио Кармине Ремоллино, 31 - Гаэтано Рода, 31 - Антонино Ди Паола, 32 - Мирко Кастелларо, 33 - Надзарено Бассо, 33 - Винченцо Петтени, 34 - Сальваторе Семинара, 34 - Карла Годзи, 36 - Умберто Лульи, 38 - Фаусто Вентури, 38 - Арджео Бонора, 42 - Франческо Бетти, 44 - Марио Сика, 44 - Пьер Франческо Лауренти, 44 - Паолино Бьянки, 50 - Винченцина Сала, 50 - Берта Эбнер, 50 - Винченцо Ланконелли, 51 - Лина Ферретти, 53 - Ромео Руодзи, 54 - Аморвено Мардзагалли, 54 - Антонио Франческо Ласкала, 56 - Розина Барбаро, 58 - Ирене Бретон, 61 - Пьетро Галасси, 66 - Лидия Олла, 67 - Мария Идрия Авати, 80 - Антонио Монтанари, 86 |